# Босиком по мостовой (фильм)
«Босиком по мостовой» (нем. Barfuß) — фильм Тиля Швайгера, снятый в 2005 году. Швайгер также сыграл в фильме главную роль — Ника Келлера, принимал участие в производстве фильма и написании сценария. Слоган фильма: «Wie weit du gehst , wenn du verliebt bist?» («Как далеко ты готов зайти, когда влюблён?»)

## Сюжет
Ник — хронический неудачник. Он не может задержаться ни на одной работе. Все, кроме матери, считают Ника аутсайдером. В очередной раз ему дают место уборщика в психбольнице. Проработав там всего один день, Ник спасает больную Лайлу от самоубийства. Ей 25 лет, она по-детски наивна, всегда ходит босиком и никогда не видела реальной жизни. Мать не выпускала дочь из дома 19 лет, а после её смерти Лайлу направили в психбольницу. Девушка тайком выслеживает своего спасителя и появляется на пороге его квартиры, заявляя, что теперь она будет жить с ним. Ник пытается вернуть Лайлу в психбольницу, но безуспешно. Тогда он берёт её с собой в путешествие на свадьбу родного брата. Поначалу Лайла раздражает Ника, но постепенно они начинают понимать друг друга и становятся очень близки. Это путешествие меняет их жизни и их самих. Однако всё когда-нибудь заканчивается. Их находят, Лайлу упекают обратно в психушку, а Ник попадает в полицию, откуда его выпускают под залог. Но теперь Лайла и Ник уже абсолютно уверены, что не смогут жить друг без друга. «Мы танцевали, мы покупали билеты и ели мороженое… и поливали цветы, мы спали в одной кровати, любовались луной, и я слышала, как бьётся его сердце…» Тогда Ник идёт на отчаянный шаг и, притворясь психически больным, попадает в психбольницу к Лайле. В конце фильма мы видим Ника и Лайлу в продуктовом магазине: Ник учит её делать покупки…

## В ролях
| Актёр               | Роль                     |
| ------------------- | ------------------------ |
| Тиль Швайгер        | Ник Келлер               |
| Йоханна Вокалек     | Лайла                    |
| Надя Тиллер         | фрау Келлер              |
| Штеффен Винк        | Виктор Келлер            |
| Михаэль Мендль      | Генрих Келлер            |
| Александра Нельдель | Жанин                    |
| Имоген Когге        | заведующий психбольницей |
| Андреа Паула Пауль  | медсестра                |
| Джанин Кунце        | Сара                     |
| Аксель Штайн        | Дитер                    |
| Армин Роде          |                          |
| Юрген Фогель        |                          |

## Саундтрек
- Barefoot — Ray Collins Hot Club
- Emma — Leilas Theme Part 1 — Score
- Absolutely Entertaining Titel — Mariha
- Hallelujah — Rea Garvey
- Walk With Me — Rea Garvey
- Get Ready — Score
- Ich Habe Sein Herz Gehoert — Filmdialog
- White Sands — Score
- Dont Leave Home — Dido
- Good Times — Score
- Smile — Score
- I Feel — Andru Donalds
- Still Falling — Saybia
- Sadness — Score
- Drei Tage — Filmdialog
- Emma — Leilas Theme Part 2 — Score
- Its Alright — Cameron
- Got Me Swinging — Score
- The Day Has Come — Score
- Hope — Score
- Free Floating — Score
- Electric — Madrugada
- I Feel Piano — Score
- End Of The Road — Score
- This Is The Day — Cameron
- Shaking That Boogie — Ray Collins Hot Club

## Ремейк
В 2014 году вышел американский ремейк — Босиком по городу.

## Награды
- Премия «Бэмби»
- Undine Award (нем.), Австрия
- German Camera Award — номинация
- German Film Awards — номинация
- Golden Camera, Германия — номинация